# Bent Normann Olsen
Bent Normann Olsen (født 1943) var overlærer og amtsrådsmedlem i Storstrøms Amt fra 1975 frem til 31. december 2006. 
Han blev i 1990 formand for udvalget for Teknik og Miljø i Storstrøms Amt, 1994-2002 formand for sundhedsudvalget og Det centrale Samordningsudvalg i Storstrøms Amt.
Var viceamtsborgmester fra 1982-1990 og igen fra 2002 til marts 2004, amtsborgmester fra 2004 til amtets nedlæggelse i forbindelse med Strukturreformen i 2007. Efter Strukturreformen blev Storstrøms Amt en del af Region Sjælland, hvori han blev næstformand.
Den politiske interesse går mange år tilbage. Han var formand for Den socialdemokratiske Fællesledelse i Rødby Kommune fra 1978 til 2003.
Han har to børn og er gift med overlærer Kirsten Ingemann Olsen.
|  | Artiklen om politikeren Bent Normann Olsen kan blive bedre, hvis der indsættes et (bedre) billede. Du kan hjælpe ved at afsøge Wikimedia Commons for et passende billede eller uploade et godt billede til Wikimedia Commons iht. de tilladte licenser og indsætte det i artiklen. |